# 克鲁蒂亚尔 (扎波罗热州)
48°3′40″N 35°42′9″E / 48.06111°N 35.70250°E
克魯蒂亞爾（烏克蘭語：Крутий Яр）是位於烏克蘭東南部的村莊，由扎波羅熱州扎波羅熱区的米哈伊洛-盧卡舍韋市鎮負責管轄。該村始建於1920年，面積0.63平方公里，2001年人口130，人口密度每平方公里206.4人。